# Dongxing
Dongxing (en chino, 东兴区; pinyin, Dōngxīng) es un distrito urbano bajo la administración directa de la ciudad-prefectura de Neijiang. Se ubica en la provincia de Sichuan, centro-sur de la República Popular China. Su área es de 1180 km² y su población total para 2010 superó los 750 mil habitantes. 

## Administración
Desde julio de 2023, el Distrito Dongxing se divide en 19 pueblos que se administran en 5 subdistritos y 14 poblados.

## Toponimia
El topónimo Dongxing significa 'la prospera del oriente'. En 1989 el Condado Neijiang fue promovida a ciudad y recibió el nombre de Dongxing, porque la sede de gobierno municipal se llama así. A su vez, el Subdistrito Dongxing (东兴街道) heredó dicho nombre porque durante la dinastía Qing, el lugar era conocido por ser el mercado de Dongxing (东兴场), cuando se estableció el distrito, se decidió mantener el nombre en honor a su historia y significado cultural.

## Economía
La ciudad alberga varios recursos naturales, como titanio, manganeso, cuarzo, granito y varios cristales.
Las principales atracciones turísticas de la ciudad incluyen sus playas, manglares, el Río Beilun y asentamientos de etnia Vietnamita en las islas de Wutou (巫 头 岛), Wanwei (万尾 岛) y Shanxin (山 心 岛).